# Robin Eriksson
Bo Robin Eriksson, född 5 maj 1991 i Säve församling i Göteborg, är en svensk före detta fotbollsspelare (anfallare).

## Karriär
Robin Eriksson spelade under 2012 för Kärra KIF i division 4. Till säsongen 2013 skrev han på för IFK Mariehamn i den finska högstadivisionen. Efter ett par månader valde han att lämna klubben.
Sommaren 2013 gick Eriksson till Ytterby IS. Under sin första säsong gjorde han två mål på åtta matcher. Säsongen 2014 gjorde Eriksson 15 mål på 20 matcher. Säsongen 2015 spelade han 23 matcher och gjorde 18 mål.
Inför säsongen 2016 gick Eriksson till Lindome GIF. Under sin första säsong gjorde han 22 mål på lika många matcher. Säsongen 2017 spelade Eriksson 19 matcher och gjorde 12 mål.
Inför säsongen 2018 gick Eriksson till Qviding FIF. I januari 2019 värvades han av Ahlafors IF. Säsongen 2019 spelade Eriksson 19 matcher och gjorde 13 mål i division 3. Följande säsong gjorde han två mål på nio matcher i division 2.